# 精神科

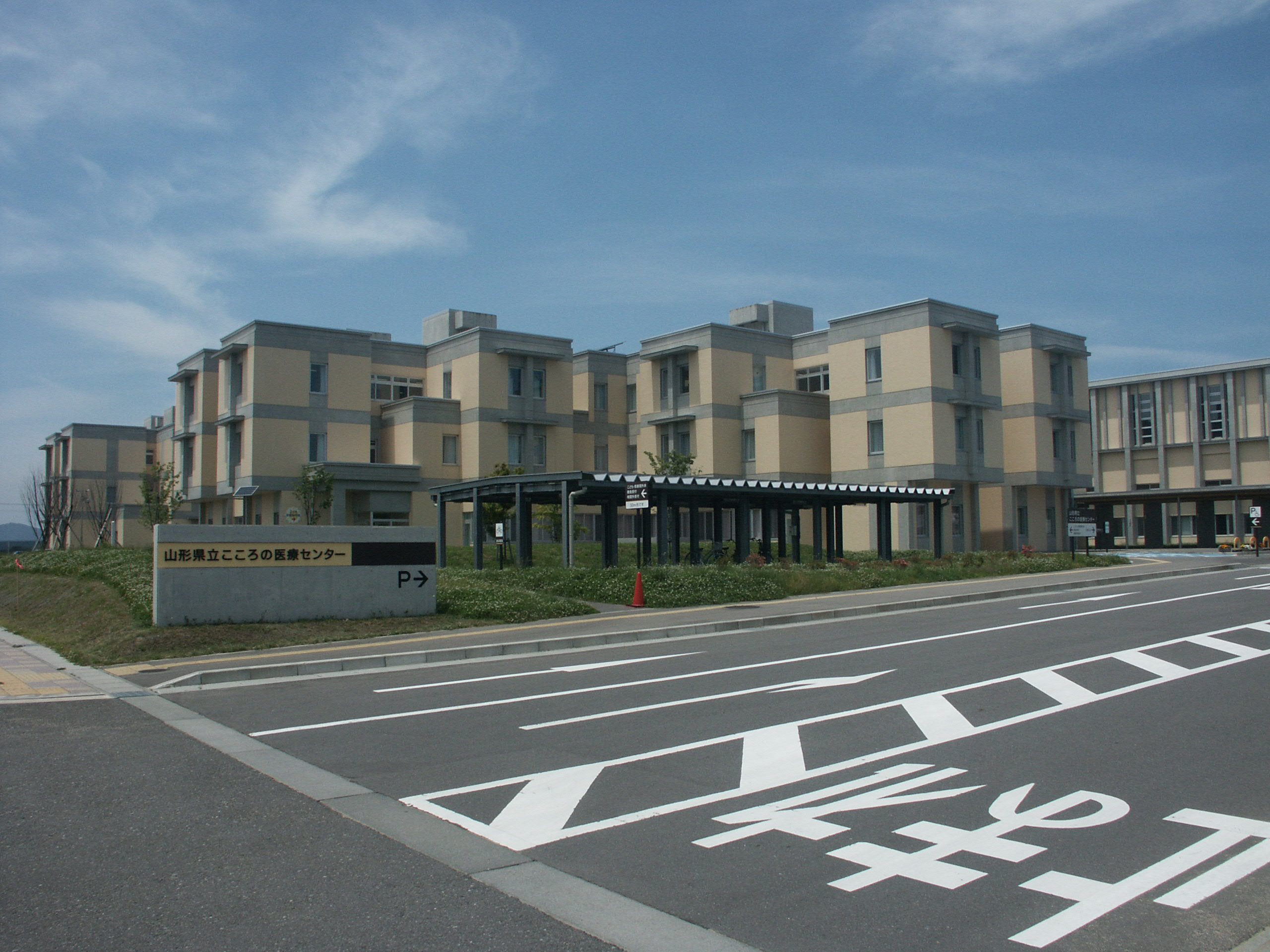
日本における精神科病院の例（山形県立こころの医療センター）

OECD各国のメンタルヘルス問題時の受診先調査。
青は総合診療医、赤は精神科医、緑は臨床心理士。

精神科（せいしんか、英語: Department of Psychiatry）とは、医療機関における医科の診療科の一つであり、精神疾患に関する医学分野の一つである。睡眠障害、自閉症、低血糖症、低酸素症、緊張病、精神障害・知的障害・発達障害・認知障害等を主な診療対象とする。
経済協力開発機構（OECD）諸国においては、精神疾患の治療は主にプライマリケアを担当する総合診療医が担っている（精神障害#診療科も参照）。日本では主に精神科医が担っている。プライマリケアは整備途上であるため、プライマリケア医との連携が今後の課題である。厚生労働省は「G-Pネット」としてプライマリケア医と精神科医の連携を進める政策を進めている。
現在の日本の精神科病院は、精神障害及び精神障害者へのスティグマから、診察に訪れにくいイメージが強かったため、近年では医療機関の呼称を「メンタルクリニック」「こころのクリニック」などとしたり、診療科目として「神経科」「心療内科」「メンタルヘルス科」と標榜するなどして、外来患者が訪れやすくする工夫がされるようになった。一部の私立大学医学部附属病院とその関連病院では、病院内の診療科目名に「メンタルクリニック」を用いる例もある。
公的には2006年、精神病院の用語整理法が成立し、法的な名称が「精神病院」から「精神科病院」へ変更された。医学部のカリキュラム文書では「精神科単科病院」と表記される。病院によっては「精神医療専門病院」などと呼ぶところもある。

## 診療対象
主な診療対象として、統合失調症と双極性障害に代表される精神障害、鬱病などの気分障害、摂食障害、かつては神経症圏とされた不安障害やパニック障害、心的外傷後ストレス障害、睡眠障害、そのほか知的障害や自閉症スペクトラムを含む発達障害、認知症などの認知障害、各種依存症（アルコール依存症やギャンブル依存症等）が挙げられる。依存症の治療を専門に行う精神科病院や診療所も存在する。
麻薬や覚醒剤等の薬物依存症の治療も行う病院（依存症専門医療機関）があるが、日本では欧米と異なり、治療などの予防よりも薬物犯罪としての処罰を重視する傾向や、薬物患者に対する非寛容傾向が強いことや、薬物治療を行うクリニック病院が少数であることから、薬物依存患者が減少しにくいという指摘がある。

## 診療形態

### 医療機関の種類
日本では、外来のみの診療を行う診療所（クリニック）、入院施設を有する精神科病院、旧総合病院の一部門としての精神科の3種類の診療形態があり、それぞれ機能分化している。
- 診療所は、街中や駅前にあり、通院に便利・気軽に受診しやすいなどの特徴がある。比較的軽度の鬱病などの気分障害、睡眠障害など入院を必要としない患者を中心に診療する。入院や高度な診断が必要な場合に備え、入院設備や専門医のある病院と連携しているのが普通である。患者が受診しやすくするために診療科目に「心療内科」も標榜し、名称を「メンタルクリニック」「こころのクリニック」などとしている場合が多い。
- 精神科病院は、入院施設も備えており、様々な症状の患者に対応できる、作業療法、デイケアなど様々な治療方法を備えているため、集中的な治療ができるなどの特徴がある。2006年10月の精神保健福祉法改正前は、法律上「精神病院」と呼ばれていた。
- 旧・総合病院の精神科は、利便性や専門性においては前2者の中間的な存在であるが、身体的合併症を持った精神疾患患者の治療が可能、他科（内科・外科など）に入院中の患者の精神的ケアを行う、いわゆる「リエゾン精神医学」が可能などの特徴がある。

### 入院
入院施設のある病院の場合、開放病棟と閉鎖病棟の2種類がある。可能な限り開放処遇とするが、症状が重く自殺等の自傷行為や他者を傷つける行為（自傷他害という）の危険が切迫している場合などで精神保健指定医の診察の結果、閉鎖処遇が必要と判断した場合、患者の保護および治療のため、精神保健及び精神障害者福祉に関する法律（精神保健福祉法）に従った手続きを行い閉鎖処遇をとることがある。なお閉鎖病棟では、入院患者のプライバシーや人権は軽視される場合もある。
入院施設は急性期治療病棟と療養型病床群に分けられる。急性期治療病棟は、精神疾患において急性期と慢性期では求められる医療の質・量が全く異なることから、急性期において重点的なチーム治療を行い早期の退院、社会復帰を行うことを可能にするため、1998年4月の診療報酬改定の際に創設された制度である。療養型病床群に比べて看護スタッフの割合を多くとること、入院期間が平均3ヵ月以内であることなどが義務付けられ、そのかわり診療報酬が高く設定されているシステムである。
入院中は、精神科医、看護師、公認心理師、理学療法士、作業療法士、音楽療法士、保健師、薬剤師、精神保健福祉士、社会福祉士、栄養士、管理栄養士、言語聴覚士などによるチーム医療が行われ、カンファレンスを行いスタッフ間での意見の交換が頻回に行われるべきである。また薬物療法や身体拘束にあたって根拠に基づく医療が行われることが望まれている。
旧・総合病院も含む、精神保健福祉法に基づく精神科病床への入院には、大きく任意入院と非自発入院がある。このうち任意入院は自らの意志に基づいた入院で、可能な限り任意入院を行うべきであると同法第22条の3に定められている。
非自発入院の判断基準（日本精神科救急学会ガイドライン）
1. 精神保健福祉法が規定する精神障害と診断される。
2. 上記の精神障害のために判断能力が著しく低下した病態にある
（精神病状態，重症の躁状態またはうつ状態，せん妄状態など）。
3. この病態のために，社会生活上，自他に不利益となる事態が生じている。
4. 医学的介入なしには，この事態が遷延ないし悪化する可能性が高い。
5. 医学的介入によって，この事態の改善が期待される。
6. 入院治療以外に医学的な介入の手段がない。
7. 入院治療についてインフォームドコンセントが成立しない。

- 精神科への入院[6]
  - 自発入院 - 任意入院
  - 非自発入院
    - 措置入院 / 緊急措置入院
    - 医療保護入院 / 応急入院

しかし、精神疾患に罹患した患者の場合、自らが病気に罹患していることや治療が必要であることを理解しない場合も多い。その際、精神保健指定医が診察した上で、医療及び保護が必要であると認めた場合は、保護者の同意を得て医療保護入院（本人の意志によらない入院）を行うことができる。
措置入院は、自傷他害（自らや他者を傷つけること）のおそれがある場合、主に警察官から保健所への通報により保健所が手配した精神保健指定医2名の鑑定を経て行われる。入院形態には他に応急入院、緊急措置入院がある。

#### 法的指定
触法精神障害者向けには、心神喪失等の状態で重大な他害行為を行った者の医療及び観察等に関する法律（医療観察法）に定められている鑑定入院、指定入院医療機関での入院がある。触法精神障害者向けの医療機関として、鑑定入院医療機関、指定入院医療機関、指定通院医療機関がある。
精神の障害による障害年金の申請に関する診断書については、原則として「精神保健指定医又は精神科を標ぼうする医師が記入すること」と定められている。
障害者手帳（精神障害者保健福祉手帳）の申請に関する診断書についても、精神保健指定医又は精神障害の診断又は治療に従事する医師が記入することになっている。

### 精神科救急

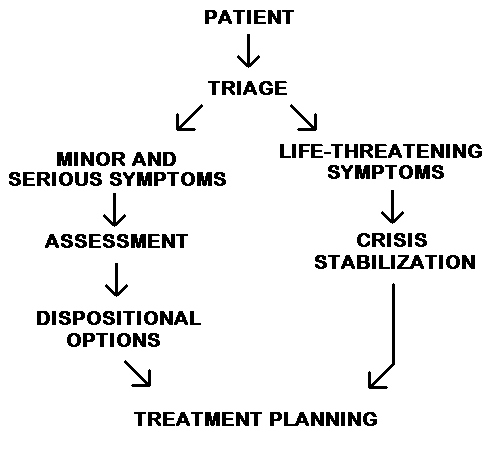
精神科救急の介入プロセス

日本では2002年の診療報酬改定により、精神科救急入院料病棟（スーパー救急精神病棟）制度が制定された。指定数は2009年の時点で59病院。各都道府県に24時間電話を受け付ける精神科救急医療情報センターを配置し、各精神科病院に紹介する仕組みがある。

### 児童青年精神科病棟
児童青年精神科専門の病棟も存在する。英国の国民保健サービス (NHS) では、Child and Adolescent Mental Health Services（CAMHS）が担っている。

### ハーフウェイ・ハウス
施設の一つとして、地域型中間施設「ハーフウェイ・ハウス」がある。これらの施設では患者に対し一定期間の日常生活支援が提供される。

### 政治的入院
旧ソ連の反体制者が政治目的で特殊精神病院に送られていることが、1971年の世界精神医学会第5回世界大会において正式に告発され、その思想が向精神薬や精神療法によって矯正されるまで閉じ込めていた。また中華人民共和国でも旧ソ連同様に政治目的で精神病院が利用されており、例えば新宗教である法輪功のメンバーが強制入院させられている。

## 各国の状況

### フィンランド
フィンランドの西ラップランド地方で、1980年代に始まったものにオープン・ダイアローグ療法がある。統合失調症の発症初期に24時間以内にチームで訪問し、できるだけ薬物を使わず、患者の妄想に対しても対等な目線で介入し、対話の中で症状の緩和を目指し、モノローグをダイアローグへと開いてゆくことなどを試みる。2年後の追跡調査で、症状再発がないあるいは軽いものにとどまった患者は82%（通常は50%）、再発率は24%（同71%）と高い成果がある。日本をはじめとする世界中で注目を集めており、日本では「オープン・ダイアローグ・ネットワーク・ジャパン (ODNJP) 」という団体が、斎藤環、石原孝二、高木俊介を中心に発足している。ただし日本では健康保険の給付対象として認められていない。

### イギリス
近年は薬だけに頼らない精神医療を推進し、自殺予防に大きな効果をあげた。重症度に応じたケアの仕組みを導入し、中心に認知行動療法を据えた（心理療法アクセス改善）。薬物療法は症状が重い場合のみ認知行動療法と併用している。英国国立医療技術評価機構で医療機関向けのガイドラインを作り、単剤少量での治療を順守させた。そのほか地域ケアの充実も図った。こうした取り組みにより、ブレア政権下の1997年から2007年の10年間で、人口10万人あたりの自殺者数は9.2人から7.8人と15.2%減少した。

### フランス
1970年代よりセクトゥール制といわれる地域医療が発達している。この制度はフランス特有の公的精神医療・福祉サービス体制であり、公立病院 (81%) への入院、外来、地域医療、福祉をすべて一貫して県の組織で行い、私立以外はすべて無料である。入院内・外の継続治療、病気の予防や発症の早期発見などが一つの機関で行え、CMP（医学心理センター）、Hôpital de jour（昼間病院、デイケア）、Appartement thérapeutique（治療アパート）、CATTP（時間限定治療センター）などを備えているのが特徴。このセクトゥール制に属する病院はフランス全土に950存在し、公的精神病床数は61500床あり、約6600人の精神科医が配置されている。

### イタリア
1978年に世界初の精神病院廃絶法である、通称「バザリア法」が成立。予防・医療・リハビリは原則として地域精神保健サービス機関で行う。やむを得ない場合に対処するために一般総合病院にも15床を限度に設置するが、そのベッドも地域精神保健サービス機関の管理下に置く。治療は患者の自由意志のもとで行われるが、やむを得ない場合には定まった条件を満たした場合のみ強制治療はある。これによりイタリア各地における精神医療サービスは、それまでの入院中心から地域・外来治療中心へと展開した。
現在のイタリアの精神医療は、精神病院の閉鎖と、その後の地域中心型精神医療サービスへの移行に成功している好例である。
- 各州にある地域医療事業体 (ASL) には精神保健部門の設立が義務付けられ、医師などによる医療チームが配置され、成人の精神保健全般のニーズに応える。各ASLの精神保健部門には、地域精神保健センター、総合病院内の精神科入院病棟、デイホスピタルやデイセンターのような生活・居住訓練施設、援護寮などの居住施設を設置運営しており、長期の包括的介入や地域ケアも担当する。地域精神保健センターは、月曜から土曜まで開いており、地域住民はいつでも直接予約の上受診できる。その他患者のニーズに応じて訪問活動も行われる。総合病院内の精神科入院病棟は、公立の総合病院に付設されており、退院後は地域の精神保健サービスにつながるように紹介される。基本的には自由入院であるが強制入院も含まれる。ここで働く精神科医はASL所属であり、コンサルテーション・リエゾンなども行う。デイホスピタルは重症患者へ中長期的の治療が行われる外来部門であり、精神保健センターと連携している。デイセンターでは生活訓練や社会技能訓練を行う。援護寮などの居住施設では、心理社会的リハビリテーションに力をいれており、ニーズに合わせ様々なプログラムが存在する。このデイセンターは社会的孤立を避けるため、都市部への設置が定められている。
- なお、これらの諸施設の設置は法で定められているものだが、イタリア国内での地域差が大きい。
- 薬物依存と児童思春期の部門は独立して存在しており、精神科の範疇ではない。
- イタリア国内に精神科医は5,094名、精神科看護師1,5482名、心理士1,785名が存在する（1998年調べ）[17]。

### アメリカ合衆国
時代を経て、1950年代から1960年代には、高い治療費を払って精神科にかかり精神分析を受けることがステイタスシンボルとなった。同時期の1952年には、アメリカ精神医学会が精神疾患に関するガイドライン「精神障害の診断と統計マニュアル」初版 (DSM-I) を発行した。さらに1970年代から1980年代にかけては境界例の患者が急増した。この頃から民間の保険会社が治療費を支払うことが多くなったが、半年から1年単位の長い入院が必要になるなど治療に時間がかかることから、高額の保険料支払いなどが負担となり、保険会社の倒産などの事例がみられるようになった。こうした事情を受け、1990年代頃には保険会社によるマネージメントケア（管理医療）はきわめて厳しいものとなった。
患者が入院した場合を例にとる。まず保険会社のケースマネージャーが医療機関に電話をし、入院理由、治療目標、治療方法などを医師に尋ね、何日かの入院を許可する。マネージャーは数日後にまた電話をし、現在の病状、治療目標などを尋ね、医師と薬剤や退院日の示談をする。薬剤のチェックにも厳しいため日本のような多剤併用例は少なく、必然的に最小量で最大の効果を出せる薬剤の選択が求められる。入院はこのような短期入院がほとんどであり、民間保険会社の介入はアメリカの入院治療の質の低下の一因となったといわれる。また、自殺念慮のある患者を早期に退院させ自殺してしまった例などで、保険会社が訴えられ被保険者側が勝訴するなどの事例もあった。そうしてこのような厳しいマネージケアに対する反省が高まった結果、少しずつ緩和されていった。また1990年代頃から増えた多重人格障害などの患者に対しても、外来での面接回数の制限があり、おおよそ2、3か月の治療で終了する。そのため、精神科医には高い能率性が求められ、治療能率が悪い医師は淘汰される。なお精神科医の指定も保険会社が行うことが大半である。
アメリカの私立精神科病院は医師を雇わない。自らのオフィスを有する精神科医が、自分の受け持った患者を入院させ、病院の看護師、作業療法士、ケースワーカー、臨床心理士などのスタッフと協力して治療に当たり、毎週ケースカンファレンスや家族療法、患者も参加するデイリーミーティングを行うなど、きめ細かい医療を提供している。
独立・個人志向の強いアメリカ合衆国では、地域で生活している精神障害者に対する偏見は少ない。雇用も助成があるため問題なく進む場合が多い。

### 日本
日本では、2006年の調査で精神科を利用している患者は約320万人おり、その数は年々増加する傾向にある。国立精神・神経医療研究センターの松本俊彦は「今の診療報酬体系では、精神科医が1人の患者に時間をかけて話を聞きにくい。短い診察時間だと患者は医師を信頼せず、薬をもらうだけの関係になりやすいため、過量服薬につながる可能性が高まる。じっくり患者の話に耳を傾けることで患者とのつながりを作れる体制を整える必要がある」と語る。診療所や病院の外来における診療時間は概ね10分以内である。
また高齢化に伴いアルツハイマー病など認知症の患者も増えており、外来と入院を合わせた患者数は約38万人で、1996年から2008年の12年間で認知症患者数は3.5倍増加している。しかし介護分野からの推計によると、200万人以上もの認知症患者が存在すると見られ、2030年には350万人に増えると予想される。今後精神科をはじめとした医療機関の負担もさらに増すと見られている。

#### 病床過多
|        | 全精神病床数 | 入院患者数 | 措置患者数 | 措置率 | 病床利用率 |
| ------ | ------------ | ---------- | ---------- | ------ | ---------- |
| 2000年 | 358,597      | 333,328    | 3,247      | 1.00%  | 93.0%      |
| 2005年 | 354,313      | 324,851    | 2,276      | 0.70%  | 91.5%      |
| 2007年 | 351,762      | 317,139    | 1,849      | 0.60%  | 89.5%      |
| 2008年 | 350,353      | 314,251    | 1,803      | 0.57%  | 89.1%      |
| 2009年 | 348,129      | 321,681    | 1,741      | 0.56%  | 89.8%      |
| 2010年 | 347,281      | 311,007    | 1,695      | 0.55%  | 89.6%      |
| 2011年 | 345,024      | 306,064    | ...        | ...    | 89.1%      |

OECD各国の平均精神病院入院日数。

日本の精神医療の問題点としては、世界でも稀に見るほど多くの精神科入院ベッド数（約35万床）、入院患者が減少しないこと、平均在院日数が300日以上と極めて長いこと（社会的入院をしている患者が約25万人）などが挙げられ、中には精神科病院で30年間以上にわたり長期入院生活を続けている患者もいる。
入院患者が減らない原因として、日本の一般社会においては退院しても精神障害者に対する差別・偏見が根強く存在することもあり、社会に戻す環境整備がなかなか行われないことや、また精神科病院の9割を占める民間病院が、経営上の理由から簡単に病床を減らせないという事情もある。
先進国と比べても、日本の精神科の病床数は人口に対して世界で最も多く、入院期間も最も長い。先進諸外国が国公立の精神科病院を減らし、患者が地域で安心して暮らせるような制度を推進しているのに対し、日本の精神科医療はまだ入院という方法に頼っている。このような日本の現状に対して、1968年には世界保健機構（WHO）から、1985年には国際連合から、法制度を改善するように勧告を受けた。しかし精神保健福祉士 (PSW) の団体である日本精神保健福祉士協会の報告によれば、2000年代以降も「社会的入院」と呼ばれる長期入院の解消には至っていない。
厚生労働省によって「地域移行特別対策事業」が開始され、2012年までの数値目標が掲げられた。地域移行支援アシスタント（退院促進支援員から名称変更）による地域でのネットワーク作り、地域移行推進員などの活躍が期待されている。しかし名称変更と業務追加がされた後も目立って人員増加されていないことなどもあり、目覚ましい効果は上がっていない。

#### 公費負担医療制度
2006年4月、障害者自立支援法が施行。患者の世帯収入に応じた応益負担による自立支援医療が実施される。通院治療においてこの制度を使うと、医療保険を使用した時、医療費全体の原則10%負担となる。なお、患者の世帯収入が少ない場合は負担額の上限が設けられ、月額上限2,500円から20,000円の間となる。また、市区町村によっては、この負担額の上限とは別に独自に補助を行っている自治体もある。この制度を利用する場合は、病院の医師やケースワーカーに相談して主治医に診断書を作成してもらい、住民票のある市区町村に診断書と申請書類を提出することが必要である。